# Hemmental
Hemmental (toponimo tedesco) è una frazione di 599 abitanti del comune svizzero di Sciaffusa, nel Canton Sciaffusa.

## Storia

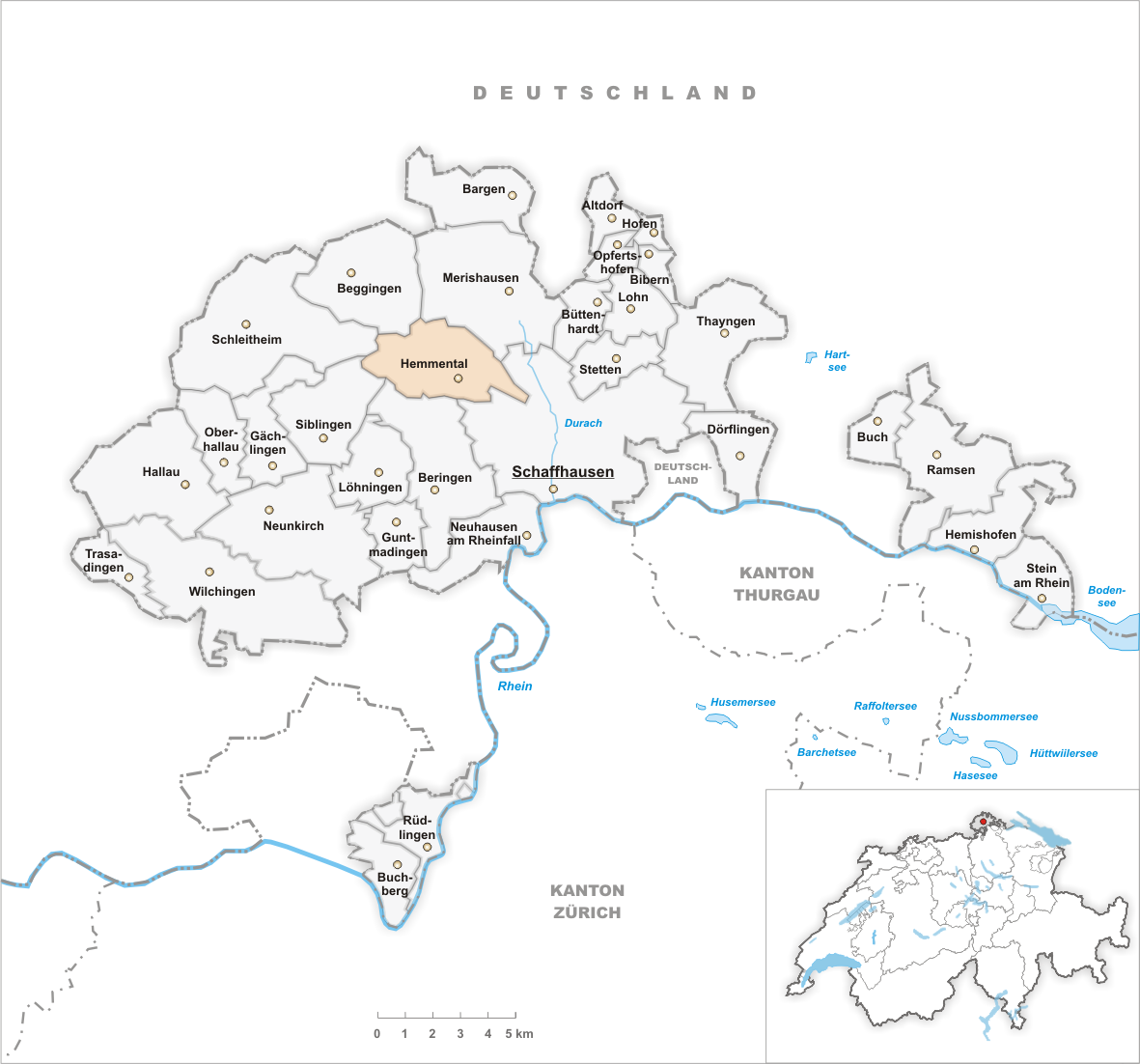
Il territorio del comune di Hemmental prima degli accorpamenti comunali del 2009

Fino al 31 dicembre 2008 è stato un comune autonomo che si estendeva per 10,78 km²; il 1º gennaio 2009 è stato accorpato al comune di Sciaffusa.